# Jan Berger senior
Jan Berger senior (* 27. November 1955 in Prag) ist ein ehemaliger tschechischer Fußballspieler und derzeitiger Fußballtrainer.

## Leben
In Prag geboren begann Berger beim kleinen Stadtteilverein TJ Břevnov mit dem Fußballspielen. 1976 verpflichtete ihn Škoda Plzeň. Von 1978 bis 1980 absolvierte er seinen Wehrdienst bei Dukla Prag. Dort wurde er 1979 tschechoslowakischer Meister. Anschließend ging er zu Sparta Prag. 1980 gewann er mit der Tschechoslowakei Gold bei den Olympischen Spielen in Moskau, er war auch im Kader der Tschechoslowakischen Nationalelf, die bei der Europameisterschaft 1980 Dritter wurde. Auch dem Kader für die Weltmeisterschaft 1982 in Spanien gehörte er an. Mit Sparta wurde Berger 1984 und 1985 Meister, 1984 wurde er Tschechoslowakischer Fußballer des Jahres.
1986 durfte er ins Ausland wechseln und ging zum FC Zürich, bei dem er vier Spielzeiten lang blieb. 1990/91 spielte er für den FC Zug, danach für Juventus Zürich (1991–1996). Weitere Stationen in der Schweiz waren FC Kreuzlingen (1996) und FC Schlieren (1998/99). Von 1999 bis 2002 spielte er für den SK Černolice, in der Folge für Mělník-Pšovka (2002/03), Spartak Příbram (2003/04) und SK Strančice (2005).
Zur Saison 2005/06 übernahm er das Traineramt bei seinem ehemaligen Verein Dukla Prag, im Oktober 2005 lief er noch einmal in einem Punktspiel der 5. Liga für Dukla auf. Wegen Erfolglosigkeit wurde er im Dezember 2005 entlassen, im März 2006 übernahm er in der 8. Liga den SK Zeleneč. Im Juli 2009 wurde Berger Trainer beim Drittligisten Slavoj Vyšehrad, nach nur einem Sieg aus fünf Spielen Anfang September wieder bereits entlassen.
Als Spielertrainer wirkte Berger schon bei seinen unterklassigen Stationen in der Schweiz, wo er nebenher auch als Platzwart und Maler und Lackierer arbeitete, was sein gelernter Beruf war. Von 2000 bis 2003 betreute er die Jugend von Sparta Prag, von 2003 bis 2005 FK Brandýs nad Labem.
Jan Berger hatte 1980 ein Angebot von Real Madrid, lehnte jedoch aus Angst vor Repressalien für seine Angehörigen ab. Er hatte einige Zeit Alkoholprobleme und verbrachte drei Monate in einer Heilanstalt. Wegen Beleidigung des damaligen Tschechoslowakischen Präsidenten Gustáv Husák saß er auch im Gefängnis.